# Albrecht Nelle
Albrecht Jürgen Karl Nelle (* 1. März 1931 in Hamburg; † 13. September 2020 ebendort) war ein evangelischer Theologe, der in Hamburg und in der Mission wirkte. Daneben war er in der Öffentlichkeit, den Medien und in verschiedenen Ämtern präsent.  

## Leben und Wirken
Albrecht Nelle stammte aus einer kirchlich geprägten Hamburger Familie, sowohl Urgroßvater als auch Vater waren Pastoren. Er studierte Theologie in Tübingen, Göttingen und Erlangen und absolvierte das Vikariat an den Alsterdorfer Anstalten. Mit einem Stipendium des Lutherischen Weltbundes konnte er in seinem Vikariat auch die USA kennenlernen. Nelle wurde im März 1958 in Hamburg ordiniert.
Nach der Ordination war er als Hilfsgeistlicher in der Hauptkirche St. Nikolai in Hamburg tätig, im August 1959 wurde er dann an St. Nikolai als Pfarrer berufen. Im Dezember 1963 ging er als Missionar nach Togo in Westafrika. 1965 wurde ihm das Amt als Direktor der Norddeutschen Mission in Bremen übertragen. Nelle veröffentlichte Bücher über die Rolle des Christentums in Togo und in Indien und war intensiv an der Neuorientierung der deutschen evangelischen Missionsarbeit in den 1960er und 1970er Jahren beteiligt. 1972 wurde Nelle zum ersten Direktor des neugegründeten Nordelbischen Missionszentrums (NMZ) in Hamburg und Breklum berufen und zog in das Missionshaus in Hamburg-Othmarschen. Nach knapp drei Jahren in diesem Amt wählte die Generalversammlung des NMZ Nelle wieder ab.
Von 1974 bis 1981 war Nelle Pastor in St. Johannis-Harvestehude in Hamburg. Von 1980 an moderierte er im NDR eine Talkshow über Glaubensfragen. Ab 1982 war er Leiter der Dienststelle Hamburg des Evangelischen Rundfunkreferats der norddeutschen Kirchen und Fernsehbeauftragter. Dieses Amt hatte er bis zu seinem Ruhestand 1996 inne. Albrecht Nelle starb 2020 im Alter von 89 Jahren in Hamburg. Er wurde auf dem Friedhof Ohlsdorf beerdigt.

## Schriften (Auswahl)
- Aufbruch vom Götterberg. Erlebnisbericht von der Evangelisations-Bewegung in Togo. Evangelischer Missionsverlag, Stuttgart 1968.
- Momentaufnahmen aus Koraput. Mit zwei kritischen Kommentaren indischer Pastoren. Breklumer Verlag, Breklum 1974.
- Moment mal. Eine Verkündigungssendung im Norddeutschen Rundfunk.  Lutherisches Verlags-Haus, Hannover 1991, ISBN 3-7859-0610-2.